# Kobato.
Kobato. (jap. こばと。) ist eine Manga-Reihe des Künstlerinnenkollektivs Clamp, die ab 2005 im japanischen Magazin Sunday Gene-X veröffentlicht wurde und nach fast einjähriger Pause 2006 im Newtype bis zum Abschluss 2011 fortgeführt wurde. Die Reihe wurde 2009 durch das Studio Madhouse als Anime-Fernsehserie adaptiert.

## Handlung
Das Mädchen Kobato Hanato betritt zusammen mit ihrem sprechenden „Hund“ Ioryogi die Erde. Von ihm bekommt sie zunächst den Auftrag, eine Bewährungsprüfung als Mensch zu bestehen. Jedoch ist Kobato vollkommen naiv und begeht einen Fehler nach dem anderen, als sie das menschliche Verhalten imitieren soll. Allerdings besitzt sie ein reines Herz und versucht anderen Menschen so gut wie möglich beizustehen. Dabei wird sie von Ioryogi begleitet, der ihre Taten beobachtet und bewertet. Er ist dabei überaus streng – fast schon hinterhältig fies – und brüllt sie regelmäßig zusammen. Letztlich besteht sie trotz vieler Fehler die erste Prüfung und soll von nun an in einer Flasche die zerbrochenen Herzen der Menschen sammeln und kommt dann an einen Kindergarten, wo sie einen jungen Mann kennenlernt, der sie aber bei jeder Kleinigkeit anschreit. Doch sie verliebt sich in ihn.

## Entstehung und Veröffentlichungen
Der Manga wurde von der Zeichnergruppe Clamp angefertigt und wurde erstmals im Magazin Sunday Gene-X veröffentlicht. Einige Kapitel erschienen dort unter dem Titel Kobato (Kari) (こばと（仮）, dt. „Kobato (vorläufig)“). Dort lief die Reihe vom Januar 2005 an für sieben Monate, bis sie auf Eis gelegt wurde. Ab November 2006 wurde sie von Neuem beginnend im Newtype weitergeführt, wo sie im Juli 2011 abgeschlossen wurde. Die zusammengefassten Kapitel wurden ab dem 26. Dezember 2007 in sechs Tankōbon-Ausgaben veröffentlicht.
- Bd. 1: ISBN 978-4-04-713998-5, 26. Dezember 2007
- Bd. 2: ISBN 978-4-04-715058-4, 26. April 2008
- Bd. 3: ISBN 978-4-04-715146-8, 26. Dezember 2008
- Bd. 4: ISBN 978-4-04-715363-9, 26. Dezember 2009
- Bd. 5: ISBN 978-4-04-715584-8, 25. Dezember 2010
- Bd. 6: ISBN 978-4-04-715741-5, 25. August 2011

Innerhalb der Serie treten mehrere Figuren aus Clamps Chobits auf, wie Kobatos Vermieterin Chitose Mihara, die bereits in Chobits als Chitose Hibiya Vermieterin des dortigen Protagonisten war; Chitoses beide Töchter Chiho und Chise, die in Chobits die von Chitose geschaffenen, und ebenfalls als ihre Töchter bezeichneten, Androiden Freya und Chii/Elda waren; sowie Hiroyasu Ueda und Yumi Ōmura aus der Bäckerei, in der Kobato zeitweilig arbeitete. Ebenfalls vertreten sind Charaktere aus dem Manga Angelic Layer, Misaki und Tamayo.
Egmont Manga & Anime hat von April 2010 bis März 2012 alle sechs Bände des Manga in Deutschland veröffentlicht. Die Übersetzung stammt von Claudia Peter. Eine englische Ausgabe erschien bei Yen Press, eine französische bei Pika Édition und eine spanische bei Norma Editorial. Auf Italienisch wurde der Manga von J-Pop veröffentlicht, auf Polnisch von Japonica Polonica Fantastica, auf Portugiesisch von JBC und auf Chinesisch von Kadokawa Taiwan.
In Japan erschien im Oktober 2011 ein Artbook zur Mangaserie mit farbigen Illustrationen, Vorstellungen der Charaktere, einer Kurzgeschichte sowie Interview und kommentierter Index zur Geschichte.

## Adaptionen

### Anime
Die Manga-Reihe wurde im Jahr 2009 durch das Animationsstudio Madhouse unter der Regie von Mitsuyuki Masuhara als Anime-Fernsehserie adaptiert. Dabei übernahm Nanase Ōkawa von Clamp die Aufsicht über den Entstehungsprozess. Zudem schrieb Ōkawa zusammen mit der Autorin von ×××HOLiC Michiko Yokote das Drehbuch. Das Charakterdesign wurde von Hiromi Katō adaptiert und die künstlerische Leitung lag bei Hideyuki Ueno. Die 3D-Animationen leitete Shūhei Yabuta und für die Kameraführung war Kōhei Tanada verantwortlich. Die Tonregie lag bei Masafumi Mima und Toshihiko Nakajima.
Die erste der 24 Folgen des Animes wurde am 6. Oktober 2009 auf dem japanischen Sender NHK-BS2 übertragen. Am 23. März 2010 wurde die Ausstrahlung abgeschlossen. Auf Tagalog wurde der Anime in den Philippinen im Fernsehen gezeigt. Eine englische Fassung erschien auf DVD und bei mehreren Streaming-Plattformen. Kazé streamte den Anime für französisches Publikum.

#### Synchronisation
| Rolle              | Japanischer Sprecher (Seiyū) |
| ------------------ | ---------------------------- |
| Kobato Hanato      | Kana Hanazawa                |
| Ioryogi            | Tetsu Inada                  |
| Kiyokazu Fujimoto  | Tomoaki Maeno                |
| Sayaka Okiura      | Fumiko Orikasa               |
| Toshihiko          | Akeno Watanabe               |
| Chitose Mihara     | Hōko Kuwashima               |
| Chiho/Chise Mihara | Megumi Nakajima              |
| Okiura             | Shin’ichirō Miki             |
| Ginsei             | Daisuke Namikawa             |

#### Musik
Im Vorspann der Serie wurde der Titel Magic Number (マジックナンバー) von Maaya Sakamoto verwendet. Den Abspann bildete der Titel Jellyfish no Kokuhaku (ジェリーフィッシュの告白) von Megumi Nakajima sowie bei einzelnen Folgen die Lieder Watashi ni Dekiru Koto von Megumi Nakajima und Ashita Kuru Hi (あした来る日) von Kana Hanazawa. Die Musik der Serie komponierte Takeshi Hama. Innerhalb einzelner Folgen wurden weitere Lieder eingespielt:
- Ashita Kuru Hi ~Ichō no Ki no Shita de~ (あした来る日~いちょうの木の下で) von Chiwa Saitō und Kana Hanazawa
- Ashita Kuru Hi ~Yuku no Furu Machi de~ (あした来る日~雪の降る街で) von Kana Hanazawa
- Ashita Kuru Hi (あした来る日) von Kana Hanazawa
- Kiiroi Himawari (黄色いひまわり) von Kana Hanazawa und Yomogi Nursur

## Rezeption
Der Abschlussband verkaufte sich in Japan über 43.000 Mal in der ersten Woche nach Veröffentlichung.
Die deutsche Zeitschrift MangasZene schrieb noch zum Start der Serie, diese zeige ganz typische Elemente bei Clamps Geschichten und scheine etwas unter den Möglichkeiten zurückzubleiben, lese sich aber nett und lebe ganz von der Protagonistin, die man nur ins Herz schließen könne. Der Manga sei „liebevoll und blumig gezeichnet“ und stehe ganz in der Tradition der Clamp-Werke, so die AnimaniA. Die Seiten sind in Clamps hellem Zeichenstil gehalten, dunkle Flächen werden nur als Kontrastmittel eingesetzt und Rasterfolie wird nur zurückhaltend verwendet. Am Anfang sei die Geschichte noch sehr episodenhaft, was einige Fans der Zeichnerinnen enttäuschen könne, werde im späteren Verlauf aber dramatischer und fesselnder. Die Geschichte sei zwar süß und humorvoll, halte mit dem ersten Bemühen Kobatos um Hilfe für ihre Mitmenschen, ohne Superkräfte einzusetzen, jedoch Abstand zu Magical-Girl-Kitsch. Die „gewissermaßen pädagogisch wertvolle Botschaft beschwert die locker und leichtfüßig erzählte Geschichte jedoch in keiner Form“. Der Anime sei mit Gespür für Humor, Comedy-Einlagen und wohl dosierten Einsatz von Super-Deformed-Szenen inszeniert. Der Klavier- und streicherlastige Soundtrack trage zur federleichten, sommerlichen Stimmung bei, ebenso wie die passenden Vor- und Abspannlieder und die Wahl der Sprecher.